# Ugyops impictus
Ugyops impictus är en insektsart som beskrevs av Stsl 1870. Ugyops impictus ingår i släktet Ugyops och familjen sporrstritar. Inga underarter finns listade i Catalogue of Life.